# Gilliat River
Gilliat River är ett vattendrag i Australien. Det ligger i delstaten Queensland, omkring 1 400 kilometer nordväst om delstatshuvudstaden Brisbane.
Trakten runt Gilliat River består i huvudsak av gräsmarker. Trakten runt Gilliat River är nära nog obefolkad, med mindre än två invånare per kvadratkilometer. Genomsnittlig årsnederbörd är 531 millimeter. Den regnigaste månaden är februari, med i genomsnitt 130 mm nederbörd, och den torraste är september, med 2 mm nederbörd.